# Hermann Döbler

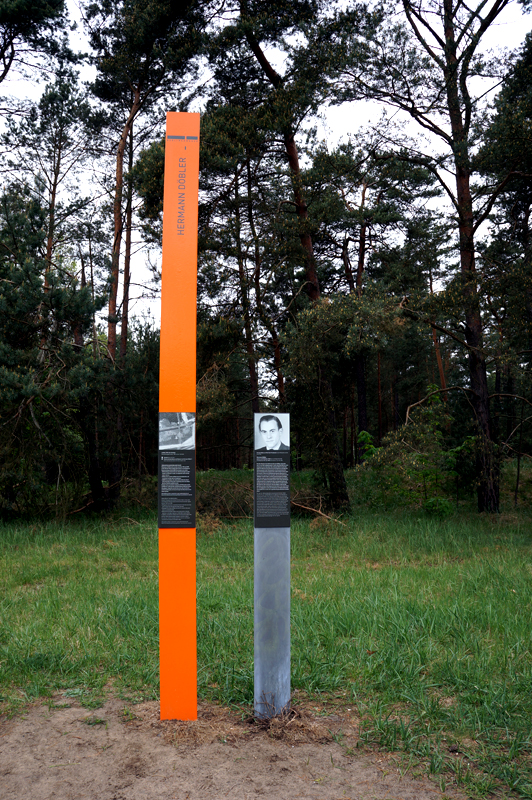
Gedenksäule am Teltowkanal

Hermann Döbler (* 28. Oktober 1922 in Roderbeck; † 15. Juni 1965 in Kleinmachnow) war ein Todesopfer an der Berliner Mauer. Ein Angehöriger der Grenztruppen der DDR erschoss den West-Berliner Unternehmer, als dieser die Grenze zur DDR im Teltowkanal mit einem Motorboot überfuhr.

## Leben
Hermann Döbler wurde im Alter von 18 Jahren zum Kriegsdienst eingezogen. Beim Ende des Zweiten Weltkriegs befand er sich in Berlin. Dort arbeitete er ungelernt zunächst als Bote, bevor er sich als Kaufmann selbstständig machte. Er bezog ein Zimmer im sowjetischen Sektor der Stadt. Seine Ehefrau Irene lernte er 1949 kennen, mit ihr hatte er drei Kinder. In Eberswalde baute er eine Spedition auf, bis die Familie nach Karlshorst zog, wo sie eine Autowerkstatt betrieb. Nachdem Döbler einer jungen Frau 1958 spontan zur Flucht nach West-Berlin verhalf, wurde er zu einer Haftstrafe von sechs Monaten verurteilt. Das hinderte ihn nicht, 1960 einen Garagenhof in Berlin-Steglitz zu übernehmen, bei dem er einen Nebenwohnsitz anmeldete. Der Bau der Mauer trennte ihn von seiner Familie, die aber im Mai 1962 versteckt auf einem Lkw in den Westen floh. Seine Frau kehrte mit den Kindern allerdings wieder zurück, da sie die Ehe als gescheitert ansah.
In Begleitung der 21-jährigen Elke Märtens machte Hermann Döbler am 15. Juni 1965 einen Ausflug mit seinem Motorboot. Vom Wannsee fuhren sie auf der Havel und durch den Griebnitzsee zum Teltowkanal, der zum Teil zum DDR-Gebiet gehörte. Hermann Döbler wollte bis zu einer Wassersperre fahren und dort umdrehen. Dass die eigentliche Grenze schon 100 Meter vor der Sperre lag, wusste er nicht. Von einem Wachturm am südlichen Ufer des Kanals aus beobachteten zwei Grenzsoldaten das Boot. Durch Winken der Ausflügler fühlten sie sich provoziert und beschlossen, „die Schußwaffe zur Vernichtung der Grenzverletzer anzuwenden“. Ohne Vorwarnung eröffnete einer der Posten das Feuer und schoss auch weiter, nachdem das Boot wendete und zurück Richtung West-Berlin fuhr. Von vier Projektilen in Knie, Oberkörper und Kopf getroffen starb Hermann Döbler noch im Boot. Seine Begleiterin erlitt einen Streifschuss am Kopf, der zu dauerhaften Schäden führte.
Die Tat führte in West-Berlin zu öffentlicher Aufregung. In den Zeitungen gab es ganzseitige Berichte über das Geschehen. Der Regierende Bürgermeister Willy Brandt sprach von kaltblütigem Mord. An der Beerdigung Hermann Döblers nahmen über 1000 Personen teil. In Ost-Berlin hingegen wurde von Karl-Eduard von Schnitzler verbreitet, dass Hermann Döbler als Provokateur bekannt sei und gegen die Berliner Mauer gezielte Anschläge verübt habe. Auch seine mehrfache Beihilfe zur  Flucht aus der DDR  schlachtete die Propaganda aus.
Nach der deutschen Wiedervereinigung erhob die Staatsanwaltschaft Berlin Anklage vor dem Landgericht Berlin gegen die beiden Grenzposten und ihren Zugführer wegen Mordes und versuchten Mordes. Am 16. November 1993 erging gegen den Todesschützen das Urteil. Er bekam eine Freiheitsstrafe von sechs Jahren, da das Gericht zum Schluss kam, dass er vorsätzlich gehandelt hatte. Dies war eine der höchsten in einem Mauerschützenprozess verhängten Strafen.